# Malone (série télévisée)
Malone est une série télévisée française en six épisodes de 95 minutes diffusée entre le 7 novembre 2002 et le 17 décembre 2007 sur TF1.
Le troisième épisode, La septième victime, a reçu le grand prix du Télépolar du festival du film policier de Cognac en 2004.

## Synopsis
La série suit les enquêtes du capitaine André Malone et de son équipe.

## Distribution
- Bernard Verley : Malone
- Ann-Gisel Glass :	Nina
- Laure Mangata : Laurène
- Niels Dubost : Lefèvre
- Christophe Hémon : Cantarel
- Christophe Kourotchkine : Mariano
- Jean-Michel Martial : Payette
- Hajar Nouma : Farida
- Sophie Gourdin : Betsie (absence épisode 2)
- Claudia Fanni : Alexia (absence épisode 2)
- Sylvie Joly : Blanche (absence épisode 5)

## Épisodes
1. Macadam sauvage (2002)
2. Génération braqueurs (2003)
3. La 7e victime (2004)
4. Ascenseur pour deux (2005)
5. La Promesse de l'ours (2005)
6. Jolie môme (2007)